# Bernard Vukas
Bernard „Bajdo” Vukas (Zágráb, 1927. május 1. – Zágráb, 1983. április 4.) horvát labdarúgócsatár.
A jugoszláv válogatott tagjaként részt vett az 1950-es és 1954-es labdarúgó-világbajnokságon, az 1948. évi és 1952. évi nyári olimpiai játékokon, utóbbi két tornán ezüstérmet nyertek.